# Vaucluse
Vaucluse är ett franskt departement i regionen Provence-Alpes-Côte d'Azur.

## Historik
Vaucluse skapades 8 december 1793 av delar av departementen Bouches-du-Rhône, Drôme, och Basses-Alpes (senare omdöpt till Alpes-de-Haute-Provence). Huvudort är Avignon. 